# Zbigniew Kozar
Zbigniew Kozar (ur. 18 kwietnia 1918 w Rymanowie, zm. 7 lutego 1972 we Wrocławiu) – polski lekarz bakteriolog, prof. dr hab. nauk weterynaryjnych.

## Życiorys
Urodził się w rodzinie Pawła Kozara i jego żony Heleny z domu Sosienka. Po ukończeniu w 1936 gimnazjum Jezuitów w Chyrowie wyjechał do Lwowa, gdzie rozpoczął studia w Akademii Medycyny Weterynaryjnej. Podczas zajęć prowadzonych przez prof. Gustawa Poluszyńskiego zetknął się z pierwszy raz z parazytologią, niestety działania wojenne sprawiły, że przerwał naukę. Przeniósł się do Lublina, gdzie kontynuował naukę wydziale weterynaryjnym Uniwersytetu Marii Curie-Skłodowskiej. Dyplom lekarza weterynarii otrzymał w 1944, a następnie pozostał na uczelni jako asystent w kierowanej przez prof. Witolda Stefańskiego Katedrze Parazytologii Wydziału Weterynarii. W 1946 został powołany na stanowisko do powstałego w Gdańsku Instytutu Medycyny Morskiej i Tropikalnej. W 1948 przedstawił dysertację Wpływ wieku, diety i światła na odporność gołębi przeciwko Ascaridia columbae na Wydziale Weterynarii Szkoły Głównej Gospodarstwa Wiejskiego w Warszawie i uzyskał stopień doktora w 1948. W Instytucie otrzymał początkowo etat docenta, a następnie zastępcy profesora. W 1954 przedstawił pracę habilitacyjną Wartość i znaczenie próby śródskórnej dla rozpoznania toksoplazmozy, a następnie został kierownikiem Zakładu Parazytologii w Instytucie Medycyny Morskiej i Tropikalnej i zajmował to stanowisko przez pięć lat. Po uzyskaniu w 1959 tytułu naukowego profesora nadzwyczajnego został powołany na stanowisko kierownika Katedry Parazytologii i Chorób Inwazyjnych Wyższej Szkoły Rolniczej we Wrocławiu. W 1965 uczestniczył w II Kongresie Protozoologicznym w Londynie, trzy lata później został profesorem zwyczajnym.
Pochowany na Cmentarzu św. Wawrzyńca we Wrocławiu.

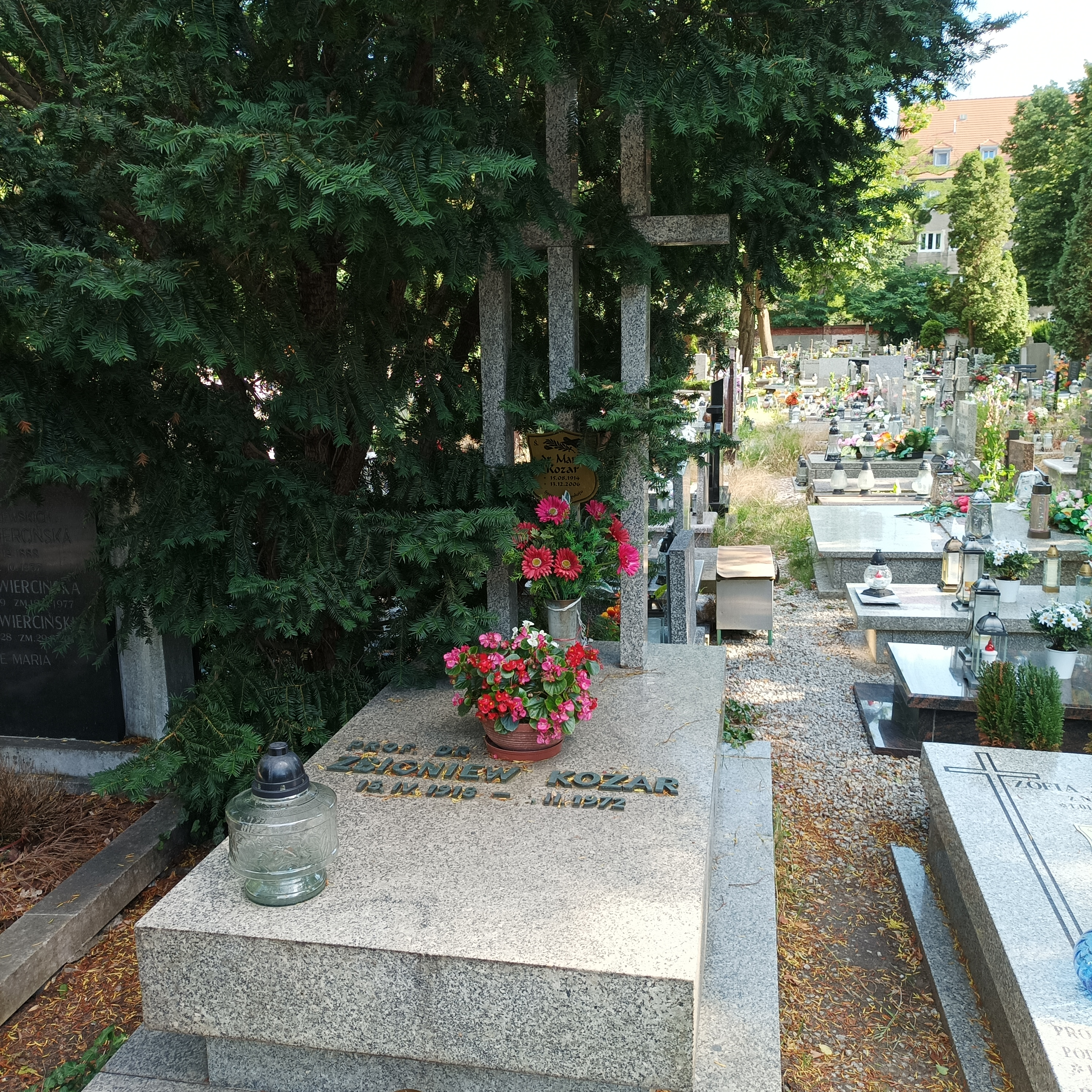
Grób prof. Zbigniewa Kozara na cmentarzu św. Wawrzyńca we Wrocławiu

## Dorobek
Dorobek prof. Zbigniewa Kozara obejmuje 379 publikacji, na które składa się 68 artykułów naukowych, 10 monografii i podręczników, 143 prace naukowe zawierających wnioski z przeprowadzonych badań i doświadczeń oraz 158 artykułów i felietonów. Obejmowały one cztery główne kierunki:
- Helmintologia medyczna i weterynaryjna, badania dotyczyły ekstensywności zarażenia ludzi pasożytami układu pokarmowego, ponadto Zbigniew Kozar badał inwazyjność pierwotniaków jelitowych. Szczególną uwagę przykładał do patogenezy i udoskonalania metod rozpoznawczych, zainicjował zwalczanie inwazji pasożytniczych u dzieci;
- Toksoplazmoza, badania rozpoczął w 1950 po uzyskaniu z praskiego PIH szczepu Toxsoplasma gondii RH, rok później zorganizował w Instytucie Medycyny Morskiej i Tropikalnej laboratorium diagnostyczne. Zbigniew Kozar zainicjował prowadzone na szeroką skalę badania nad metodami leczenia, immunologią i epidemiologią tej choroby, wnioski zawarł w m.in. monografii „Toksoplazmoza”;
- Włośnica, badania dotyczyły epidemiologii i epizootiologii, leczenia, a także zależności pomiędzy żywicielem, a włośniem krętym, jego metabolizmem oraz zmianom zarażonej tkanki i przebiegu zjawisk odporności  podczas inwazji włośnia;
- Immunologia parazytologizna, Zbigniew Kozar prowadził kompleksowe badania nad reakcją odpornościową organizmu podczas inwazji pasożytniczych, m.in. obserwował przebieg zarażenia Ascaridia columbae u gołębi, a podczas toksoplazmozy skupił się nad wyjaśnieniem reakcji żywiciela na inwazję włośni.

## Członkostwo
- Należał do grona współzałożycieli Polskiego Towarzystwa Parazytologicznego, od 1948 do 1956 pełnił funkcję sekretarza, kolejne dwa lata wiceprezesa, a od 1958 – prezesa aż do śmierci.
- Aktywnie przyczynił się do powstania w 1959 Międzynarodowej Komisji Włośnicowej, a w 1961 Światowa Federacja Parazytologów, w której od 1964 do śmierci pełnił funkcję wiceprezydenta.
- Należał do Międzynarodowej Komisji Ekspertów dla Toksoplazmozy, Europejskiej Federacji Parazytologów, Komitetu Parazytologicznego PAN, a także był członkiem honorowym Towarzystwa Helmintologów Radzieckich.
- Zainicjował powstanie w 1953 czasopisma Acta Parazytologica Polonica, początkowo jako agendy Polskiego Towarzystwa Parazytologicznego, a następnie przekazano je Instytutowi Parazytologii PAN. W 1955 założył „Wiadomości Parazytologiczne”, pełnił tam funkcję redaktora naczelnego do 1971.